# Mediamorphose
Der Begriff der Mediamorphose ist ein durch Kurt Blaukopf geprägter Terminus der Musiksoziologie. Die Mediamorphose beschreibt das Phänomen der Mutation (Metamorphose) der Musik durch den Einfluss elektronischer Medien auf den musikalischen sowie technischen Produktions- und Distributionsprozess spätestens ab dem frühen 20. Jahrhundert.
Neben den unmittelbaren Folgen für die musikalische Kommunikation und die musikalische Praxis selbst, hat die Mediamorphose parallel starken Einfluss auf rechtliche, soziale und wirtschaftliche Aspekte, zunehmend auch auf globaler Ebene.

## Begriffsgeschichte
Blaukopf lässt im Begriff der Mediamorphose die Worte Medien und Metamorphose zu einem verschmelzen und beschreibt so die Mutation der musikalischen Kommunikation und musikalischen Praxis.
Aufbauend auf einem Grundgedanken Max Webers, dem zufolge die Musiksoziologie die Veränderung musikalischen Handelns analysieren soll, beschreibt auch Blaukopf durch seine Theorie der Mediamorphose den Wandlungsprozess der musikalischen Praxis. Der Begriff der Mediamorphose verweist dabei erstmals auf den Zusammenhang zwischen technischer Entwicklung und der dadurch ausgelösten Veränderung des musikalischen Prozesses an sich.
Der Begriff der Mediamorphose wurde vor allem von österreichischen Soziologen Alfred Smudits, Blaukopfs Nachfolger am Institut für Musiksoziologie der Musikuniversität Wien, aufgegriffen und weiterentwickelt.

## Mediamorphosen des Kulturschaffens
Auch wenn die Theorie der Mediamorphosen aus der Musiksoziologie stammt, lässt sie sich auf die gesamte Kulturproduktion ausweiten. Für Smudits sind Mediamorphosen von Kommunikationstechnologien bestimmt. Diese bezeichnet er als Produktivkräfte der Kommunikation.
Smudits unterscheidet vier Mediamorphosen:

### Die grafische Mediamorphose
Hier kann hauptsächlich zwischen der schriftlichen (oder ersten grafischen) Mediamorphose, die mit der Erfindung der Schriftzeichen beginnt, und der zweiten grafischen Mediamorphose, die mit der Erfindung des Buchdrucks beginnt, unterschieden werden.
In Bezug auf die Musik konstatiert er: „Die Notenschrift stellt – vergleichbar mit dem Alphabet – eine kulturelle Produktivkraft dar, deren Entwicklung primär auf einer Verbesserung der Kodes basiert, die ihre volle Produktivkraft aber erst im Zusammenwirken mit entsprechenden Medien (Papier, Druck) entfalten konnten.“
Smudits führt als dritte Kategorie die ikonisch grafische Kodierung, „von der Höhlenmalerei aufwärts“, ein. Damit sollen eigenständige Effekte der grafischen Mediamorphose auf die bildenden Künste, die nicht an sprachliche Kodes gebunden sind („es gibt keine 'Partitur' für Bilder“), erfasst werden.

### Mediamorphosen, die zur 'technischen Kodierung' führen
Diese Mediamorphosen laufen im Grunde auf eine „unmittelbare Aufzeichnung oder Weiterleitung von visueller oder akustischer Realität“ hinaus. Es lassen sich zwei Schritte unterscheiden, die mitunter zeitlich parallel ablaufen:

#### Die chemisch-mechanische Mediamorphose
Hier zählt Smudits einige Meilensteine auf:
- 1830: Entwicklung der Daguerreotypie
- 1839: Erste Kleinbildkameras
- 1861: 30.000 Berufsfotografen alleine in Paris
- 1875: Aufnahmen mit einer tausendstel Sekunde Belichtungszeit möglich, Voraussetzung für den Film geschaffen
- 1877: Entwicklung des Phonographen
- 1888: Produktion von Zelluloid-Rollfilmen und der Kodax-Box, Fotografie wird zum Massenmedium
- 1888: Entwicklung des Grammophon
- 1894: Erste Filmvorführungen
- 1897: Entwicklung der Schellackplatte

Diese Innovationen verlangten aber immer noch, dass die Ton- und Bildträger „physisch zu den RezipientInnen transportiert werden“. Die Tonaufzeichnung war zudem „äußerst unzulänglich“.

#### Die elektronische Mediamorphose
Auch hier zählt Smudits einige Meilensteine auf:
- 1829: Erfindung des elektromagnetischen Telegrafen
- 1843: Erfindung des Morsetelegraphen
- 1873: Entdeckung des fotoelektrischen Effekts
- 1876: Erfindung des Telephon
- 1887: Entdeckung der Radiowellen
- 1897: drahtloser Funkverkehr am Bristolkanal
- 1913: Erste Rundfunksendung in New York
- 1925: Das elektrische Mikrophon verdrängt den Trichter
- 1936: Erste öffentliche Fernsehübertragungen
- 1956: Elektromagnetische Aufzeichnung von Bildern möglich
- 1971: Videorekorder wird marktfähig

Mit dieser Entwicklung einher geht eine „ständig wachsende Steigerung der Kapazität sowie der Qualität der Kanäle und Speicher“. Außerdem entsteht eine „maximale Vernetzbarkeit verschiedener Kommunikationstechnologien“, und der Bildschirm wird „zentrales Arbeits-, Kommunikations- und Unterhaltungs-Gerät“.
In Bezug auf das Kulturschaffen diskutiert Smudits die Auswirkungen der elektronischen Mediamorphose auf die Industrialisierung des Kulturschaffens, auf das Urheber- und Leistungsschutzrecht, auf neue Berufsfelder und Qualifikationsansprüche, den „PR-Effekt“, transnationale und multimediale Verflechtungen und die Werbung.

### Die digitale Mediamorphose
Diese Mediamorphose, die Smudits auch als „dritte technische Mediamorphose“ bezeichnet, wird durch die wachsende Verbreitung des Computers in den 1980er Jahren vorangetrieben. Daneben ist das Internet die entscheidende Kommunikationstechnologie dieser Mediamorphose. Von den späten 50er Jahren bis in die späten 80er Jahre fand das Internet nur im militärischen und wissenschaftlichen Bereich Verwendung, ab den 90er Jahren wurde es zum Massenmedium. Für die digitale Mediamorphose diskutiert Smudits die Einwirkungen auf ähnliche Bereiche wie in der elektronischen Mediamorphose, aufgrund der Aktualität der Entwicklungen sind viele Beobachtungen und Prognosen vorsichtig formuliert.
Eine aktuellere Betrachtung der digitalen Mediamorphose liefert Paul Murschetz in einem fragmentarischen Ansatz aus medienökonomischer Sicht. Er konstatiert, dass sich „eine neue soziale Infrastruktur globaler Reichweite mit weitreichenden Folgen für die Informations- und Kommunikationsbedingungen von Individuen und Gesellschaft, für Alltagskultur und Demokratie“ herausentwickelt.

## Merkmale und Folgeerscheinungen

### Aufhebung der Raum- und Zeitgebundenheit
Die technischen Aufnahme- und Verbreitungsmedien führen zu einer Aufhebung der Raum- und Zeitgebundenheit der musikalischen Praxis, d. h. durch Übertragungsmedien wie bspw. der Schallplatte stimmen Ort und Zeit der Aufführung nicht mehr zwingend mit Ort und Zeit der Rezeption überein. Gleichzeitig wird dadurch der zuvor vorhandene Versammlungszwang, der für die Rezeption von Musik notwendig war, aufgehoben.
Die Darbietungsmusik, bei der Raum und Zeit der Aufführung und Rezeption übereinstimmen, wird um die Übertragungsmusik als neue musikalische Kategorie ergänzt. Der Begriff bezieht sich „auf jede musikalische Kommunikation, die sich eines künstlich-technischen Kanals bedient[.]“

### Verlust der Aura
In Anlehnung an Walter Benjamin verliert die Musik durch ihre Reproduzierbarkeit ihre „auratische Einmaligkeit“. Gepaart mit dem allgegenwärtigen Vorhandensein von Musik führt die Mediamorphose so zu einer „‚Banalisierung‘ der Musik.“

### Materialität und Warencharakter
Vor der Erfindung der Schallaufzeichnung konnte Musik nur in Form gedruckter Noten einen Warencharakter annehmen, war im Wesentlichen aber als Dienstleistung anzusehen. Die Mediamorphose ermöglicht hingegen die Schaffung von Musik als reales Objekt und verleiht ihr Materialität in Form von Tonträgern.
Das Zusammenspiel aus neu entstandenem Warencharakter und Materialität führen zu einer neuen Dimension der ökonomischen Verwertbarkeit von Musik. Die Möglichkeit zur massenhaften Produktion und Distribution von Tonträgern führten zu einer Bedeutungszunahme der Musikindustrie.

### Rechtliche Folgen
Um die Leistung der Komponisten und Ausführenden der Musik, die nicht zwingend in einer Person vereint sind, zu schützen, wurden das Urheberrecht und Leistungsschutzrecht eingeführt. Um die Wahrung dieser Rechtsansprüche zu gewährleisten, wurden Verwertungsgesellschaften gegründet.

### Zunahme musikalischer Aktivität
Durch die Mediamorphose erlangten traditionell musikfremde Gesellschaftsschichten Zugang zu Musik und Musikinstrumenten. Vor allem ab den 1950er Jahren war eine Zunahme musikalischer Aktivität beobachtbar, die sich im Entstehen unzähliger Rock- und Beatgruppen manifestierte. Doch auch traditionelle Musikformen wie Chöre und Musikschulen erhielten Zulauf, was laut für einen „anwachsen musikalischer Aktivität insgesamt“ spricht.

## Akkulturation als globale Folge
Durch die Möglichkeit der Verbreitung von Musik über Kulturgrenzen hinweg und durch die damit einhergehende Zunahme von Interdependenzen der Kulturen werden die Analyse eines globalen Zusammenhangs und die Betrachtung der „Universalgeschichte“ der Musik zu einem Aspekt wissenschaftlicher Auseinandersetzung.
Blaukopf sieht in dem Übergewicht westlicher Musikwaren, eine „Attacke westlicher Normen auf die Musikkulturen anderer Gesellschaften“.
Ein bedenkenloses Übernehmen des diatonischen Tonsystems, der Instrumente und der Singstimme der westlichen Musikkultur könnte laut Blaukopf im schlimmsten Fall zum Verlust der zahlreichen nicht westlichen musikalischen bzw. kulturellen Identitäten führen. Blaukopf weist aber gleichzeitig darauf hin, dass nicht westliche Kulturen kritisch mit fremden, also westlichen Einflüssen umgehen und in der Regel keine bloße Adaption westlicher Musikkultur stattfindet. Durch den globalen Austausch musikalischer Praktiken wird auch die westliche Kultur mit fremden Einflüssen konfrontiert und durch diese möglicherweise sogar bereichert.